# Mistrzostwa Świata w Biegu na Orientację 1999
Mistrzostwa Świata w Biegu na Orientację 1999 – odbyły się w dniach 1–8 sierpnia 1999 roku w Inverness (Wielka Brytania). Zawody odbyły się w trzech konkurencjach: dystans krótki, dystans klasyczny i sztafety.

## Wyniki
| Krótki dystans                                                      | Krótki dystans | Krótki dystans  | Krótki dystans |
| ------------------------------------------------------------------- | -------------- | --------------- | -------------- |
| Parametry trasy: 4,5 km, 17 punktów kontrolnych, 80 m przewyższenia |                |                 |                |
| Miejsce                                                             | Kraj           | Imię i nazwisko | Czas           |
| 1                                                                   | Norwegia       | Jørgen Rostrup  | 25:48          |
| 2                                                                   | Finlandia      | Juha Peltola    | 26:11          |
| 3                                                                   | Finlandia      | Janne Salmi     | 26:14          |

| Klasyczny dystans                                                     | Klasyczny dystans | Klasyczny dystans    | Klasyczny dystans |
| --------------------------------------------------------------------- | ----------------- | -------------------- | ----------------- |
| Parametry trasy: 15,8 km, 26 punktów kontrolnych, 650 m przewyższenia |                   |                      |                   |
| Miejsce                                                               | Kraj              | Imię i nazwisko      | Czas              |
| 1                                                                     | Norwegia          | Björnar Valstad      | 1:37:24           |
| 2                                                                     | Norwegia          | Carl Henrik Björseth | 1:40:20           |
| 3                                                                     | Szwajcaria        | Alain Berger         | 1:40:26           |

| Sztafety                                                                        | Sztafety  | Sztafety                                                       | Sztafety |
| ------------------------------------------------------------------------------- | --------- | -------------------------------------------------------------- | -------- |
| Parametry tras: 7,9–10,4 km, 22–24 punktów kontrolnych, 175–210 m przewyższenia |           |                                                                |          |
| Miejsce                                                                         | Kraj      | Imię i nazwisko                                                | Czas     |
| 1                                                                               | Norwegia  | Tore Sandvik Bernt Bjornsgaard Petter Thoresen Bjørnar Valstad | 3:21:50  |
| 2                                                                               | Finlandia | Jani Lakanen Juha Peltola Mikael Bøström Janne Salmi           | 3:25:27  |
| 3                                                                               | Szwecja   | Jimmy Birklin Hakan Eriksson Jörgen Olsson Johan Ivarsson      | 3:26:50  |

| Krótki dystans                                                      | Krótki dystans  | Krótki dystans      | Krótki dystans |
| ------------------------------------------------------------------- | --------------- | ------------------- | -------------- |
| Parametry trasy: 3,6 km, 13 punktów kontrolnych, 50 m przewyższenia |                 |                     |                |
| Miejsce                                                             | Kraj            | Imię i nazwisko     | Czas           |
| 1                                                                   | Wielka Brytania | Yvette Baker        | 25:55          |
| 2                                                                   | Austria         | Lucie Böhm          | 26:57          |
| 3                                                                   | Niemcy          | Frauke Schmitt Gran | 27:48          |

| Klasyczny dystans                                                     | Klasyczny dystans | Klasyczny dystans | Klasyczny dystans |
| --------------------------------------------------------------------- | ----------------- | ----------------- | ----------------- |
| Parametry trasy: 10,3 km, 18 punktów kontrolnych, 380 m przewyższenia |                   |                   |                   |
| Miejsce                                                               | Kraj              | Imię i nazwisko   | Czas              |
| 1                                                                     | Finlandia         | Kirsi Boström     | 1:17:56           |
| 2                                                                     | Norwegia          | Hanne Staff       | 1:18:29           |
| 3                                                                     | Finlandia         | Johanna Asklöf    | 1:18:32           |

| Sztafety                                                                | Sztafety  | Sztafety                                                         | Sztafety |
| ----------------------------------------------------------------------- | --------- | ---------------------------------------------------------------- | -------- |
| Parametry tras: 6,2–6,3 km, 16 punktów kontrolnych, 140 m przewyższenia |           |                                                                  |          |
| Miejsce                                                                 | Kraj      | Imię i nazwisko                                                  | Czas     |
| 1                                                                       | Norwegia  | Birgitte Husebye Elisabeth Ingvaldsen Hanne Sandstad Hanne Staff | 2:55:56  |
| 2                                                                       | Finlandia | Reeta-Mari Kolkkala Sanna Nymalm Kirsi Bostrom Johanna Asklof    | 2:56:10  |
| 3                                                                       | Szwecja   | Katarina Allberg Marlena Jansson Anette Granstedt Gunilla Svard  | 2:57:59  |